# رئیس (فیلم ۱۹۶۴)
رئیس (روسی: Председатель) فیلمی در ژانر زندگینامه‌ای محصول سینمای شوروی است که در سال ۱۹۶۴ منتشر شد.